# Лет
Летење генерално представља кретање живог бића или ваздухоплова кроз ваздух користећи законе аеродинамике. Колоквијално такође означава лет тела испуњеног гасом ниже густине од околног ваздуха (Архимедов закон), као што је Балон. 
Летење „попут птица” одувек је било део снова код људи. 